# San Hejmo
San Hejmo ist ein Musikfestival, das Mitte August 2022 das erste Mal am Flughafen von Weeze stattfand. Bei der ersten Austragung besuchten rund 20.000 Besucher das Event. Nach der erfolgreichen ersten Auflage wurde das San Hejmo Festival jährlich fortgesetzt und wird auch im Jahr 2025 wieder stattfinden.

## Geschichte
Organisiert wird das San Hejmo Festival von den Organisatoren des Parookaville-Festivals rund um die Geschäftsführer Norbert Bergers, Bernd Dicks und Georg van Wickeren. Der Begriff „San Hejmo“ ist angelehnt an Esperanto und bedeutet übersetzt „Heiliges Zuhause“. Das Ziel ist es, das Festival mit Urban Art und Streetfood zu kombinieren. Das Festival versteht sich nicht als reines Musikfestival, sondern als Showkonzept-Festival, was neben Musik auch Kunst und Kultur beinhaltet. Nach der erfolgreichen ersten Auflage mit rund 20.000 Besuchern, wurde von den Veranstaltern bereits eine zweite Auflage für den 18. und 19. August 2023 angekündigt. Bei der zweiten Ausgabe, mit rund 50.000 Besuchern, legten rund 70 DJs auf fünf Bühnen auf. Nach dem Abschluss der zweiten Ausgabe wurde bereits die dritte Ausgabe für den 16. und 17. August 2024 angekündigt. Vom 15. bis 16. August 2025 wird bereits die vierte Ausgabe des Festivals stattfinden. Der WDR-Sender Eins Live erhält den Status des Namenspräsentators will das „1Live San Hejmo Festival“ fortan On- und Off-Air mit verschiedenen Aktionen begleiten.

## Daten und Fakten

### Line-Up
| Datum               | Anzahl Bühnen | Anzahl DJs | Headliner |
| ------------------- | ------------- | ---------- | --- |
| 20. August 2022     | 6             | 43         | Marteria, Loredana, 01099, Querbeat, Zoe Wees, Felix Jaehn                                                                 |
| 18.–19. August 2023 | 5             | 69         | Alligatoah, Apache 207, Cro, Die Fantastischen Vier, Marteria, Rin                                                         |
| 16.–17. August 2024 | 6             | ca. 80     | Macklemore, Shirin David, Kontra K, Deichkind                                                                              |
| 15.–16. August 2025 | 6             | 80         | K.I.Z, Nina Chuba, Sido, Clueso, Finch, Natasha Bedingfield, Alle Farben, Bausa, Paula Hartmann, 01099, JEREMIAS, Zartmann |

## Ausgaben

### 2022
Ursprünglich wurde die erste Ausgabe für eine Anzahl von 25.000 Besuchern konzipiert. Schlussendlich besuchten rund 20.000 Besucher das Event.

### 2023
Die zweite Ausgabe des Festivals wurde für zwei Tage geplant. Eine weite Änderung zur ersten Ausgabe war, der Campingplatz, welcher neben dem Festival angeboten wurden. Die Mainstage des Festivals wurde als Doppelbühne aufgebaut. Auf der einen Seite spielte ein Künstler. Währenddessen wurde auf der anderen Seite bereits mit den Umbauarbeiten begonnen. An den zwei Tagen legten 69 DJs auf fünf Bühnen auf. Rund 50.000 Gäste besuchten das Festival. 23.000 am Freitag und 27.000 am Samstag. Rund 10.000 Gäste campten neben dem Festivalgelände.

### 2024
Das Festival wurde erneut über zwei Tage durchgeführt. Auf insgesamt 6 Bühnen traten dabei ca. 80 Künstler auf. Mit 65.000 Besuchern wurde erneut ein neuer Rekord aufgestellt. 15.000 von ihnen übernachteten auf dem Zeltplatz.